# Алор-Сетар
А́лор-Сета́р, также Алур-Сетар (в 2004—2008 годах известен как Алор-Стар) (малайск. Alor Setar) — город в Малайзии, столица штата Кедах и административный центр округа Кота-Сетар. Население — около 300 тыс. чел. Расположен в северной части Малайзии, в 45 км к югу от границы с Таиландом. Алор-Сетар — один из старейших городов региона, также является важным транспортным центром.

## Климат
Алор-Сетар расположен в зоне тропического муссонного климата: продолжительный сезон дождей и короткий сухой сезон, который продолжается лишь месяц — февраль. Как и в других регионах с подобным климатом, осадки наблюдаются здесь и во время сухого сезона. В течение всего года температура довольно постоянная, средний максимум — 32 ºС и средний минимум — 23 ºС. Средний уровень осадков — 2400 мм в год.

## Достопримечательности
- Мечеть Захир (малайск. Masjid Zahir) — одна из самых почитаемых мечетей Малайзии, построена в 1912 году на месте кладбища воинов Кедаха.
- Телекоммуникационная башня Алор-Сетара (Menara Alor Setar) (165 м)
- Дом нобата (Balai Nobat) — трёхступенчатая, восьмиугольная башня 18 м в высоту и 5 м в ширину, единственным назначением которой является хранение всех королевских музыкальных инструментов, включая гонг известный как nobat.
- Художественная галерея штата Кедах, коллекция которой включает картины, фотографии, музыкальные инструменты и поделки ремесленников.
- Остатки форта Kota Kuala Kedah, который на протяжении веков защищал город от морских атак.
- Музей штата (Muzium Negeri) — государственный музей с большой коллекцией культурного, исторического и королевского наследия Кедаха.

## Известные люди, родившиеся в Алор-Сетаре
- Зурина Хассан, поэтесса
- Махатхир Мохамад, премьер-министр Малайзии в 1981—2003 годах
- Мохд Азрааи Хор Абдулла — футболист и тренер.
- Рахима А. Хамид — литературовед и писатель Малайзии

## Галерея

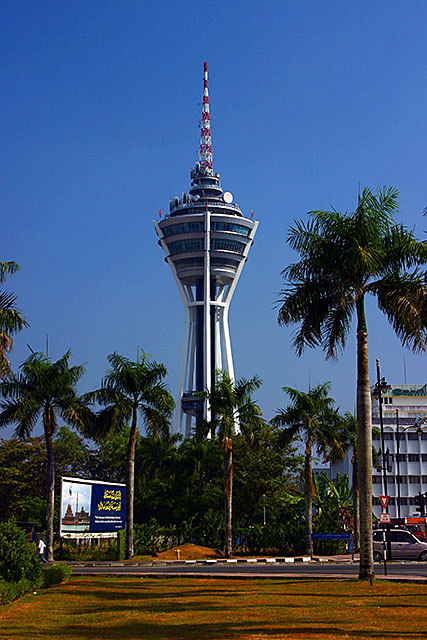
Башня Алор-Сетара
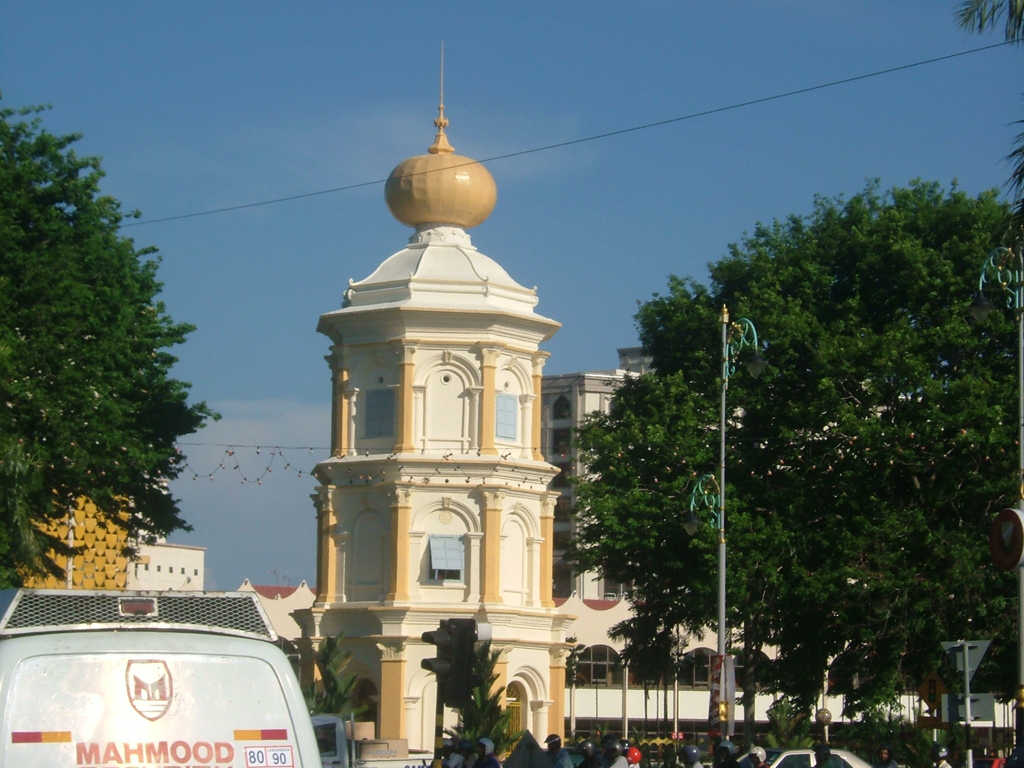
Дом нобата
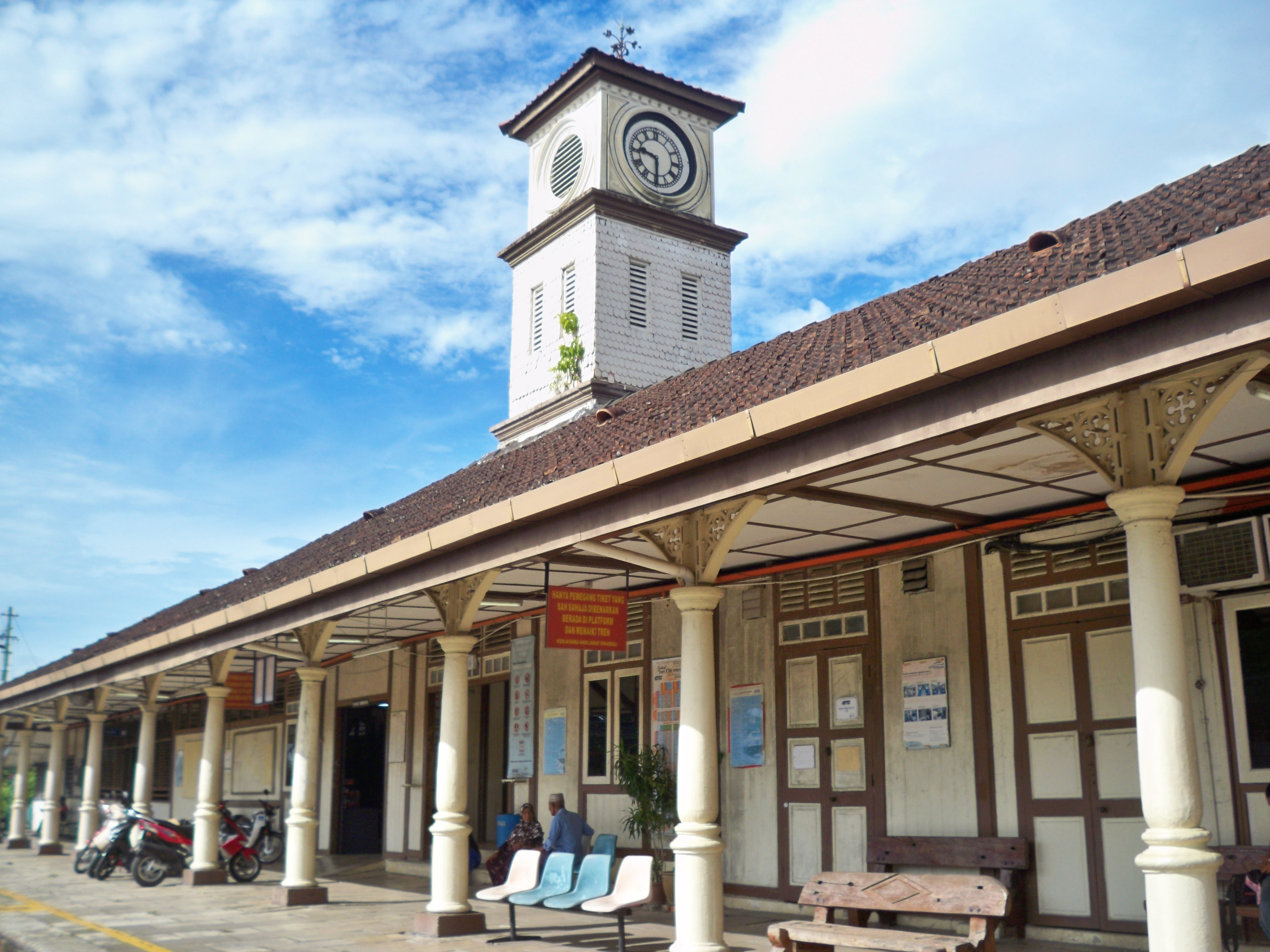
Железнодорожный вокзал в Алор-Сетаре
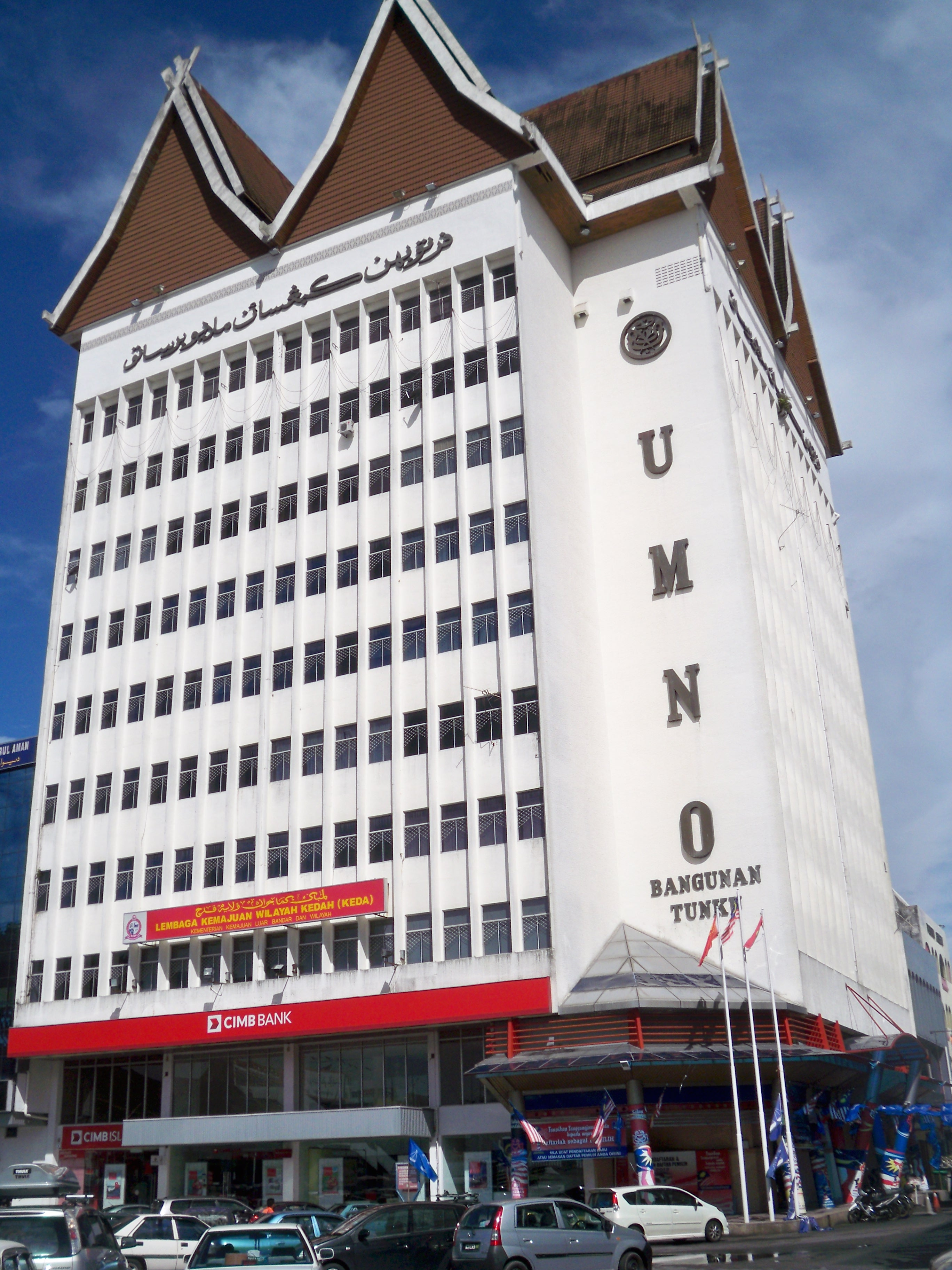
Штаб-квартира партии ОМНО в Алор-Сетаре
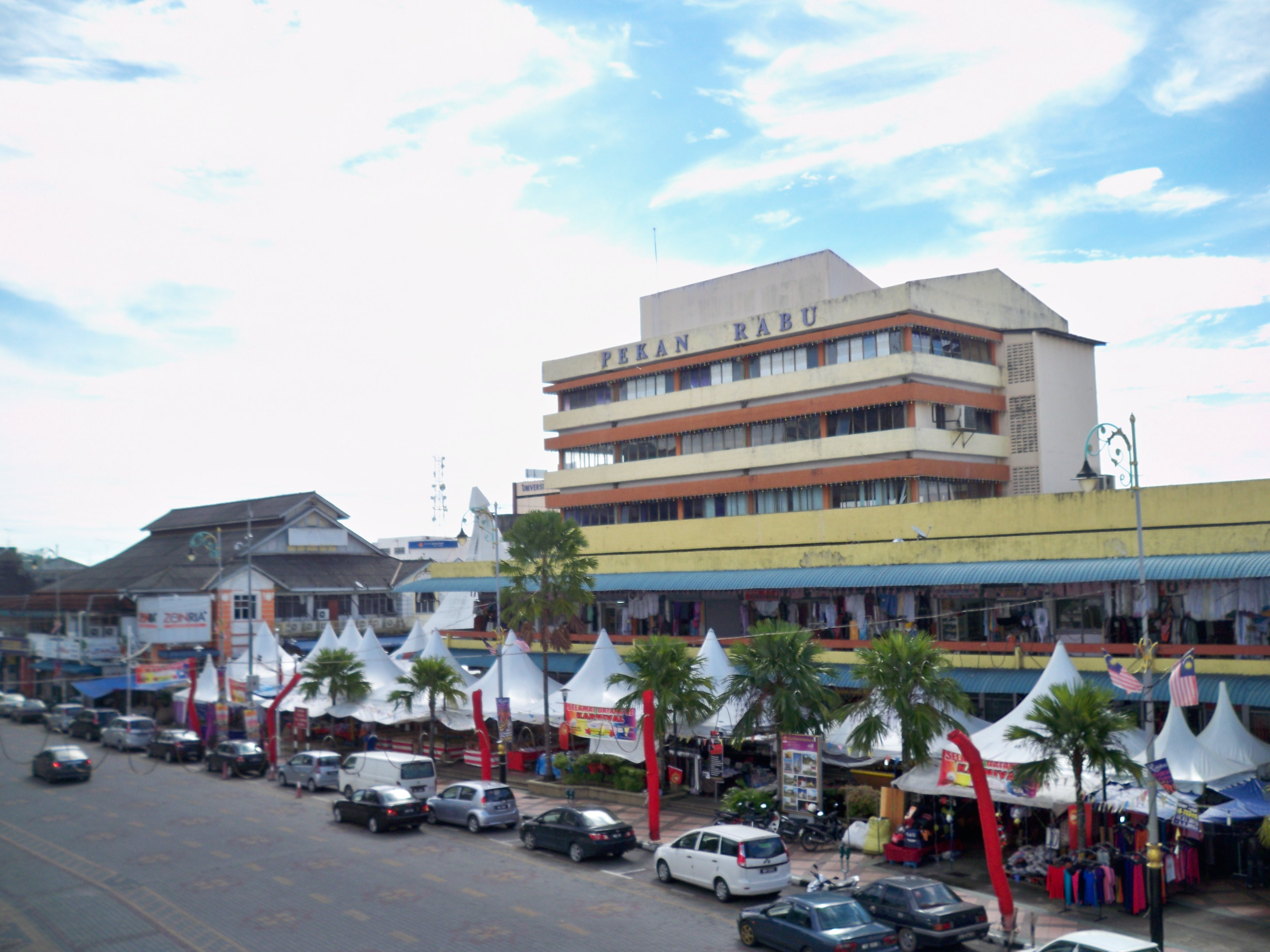
Рыночный комплекс "Пекан Рабу"
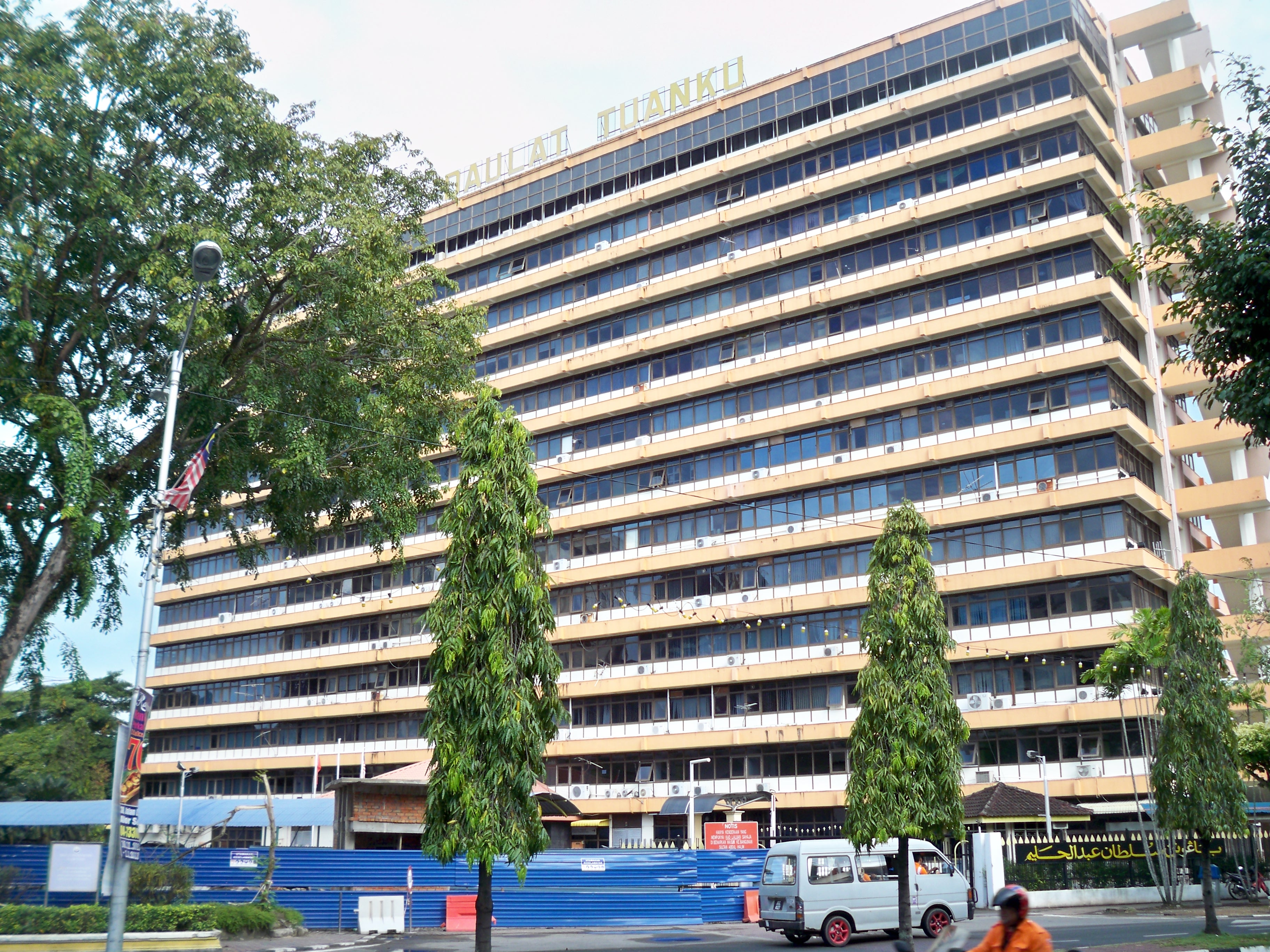
Здание правительства штата Кедах